# Hystrichopus
Hystrichopus is een geslacht van kevers uit de familie van de loopkevers (Carabidae). De wetenschappelijke naam van het geslacht is voor het eerst geldig gepubliceerd in 1848 door Carl Henrik Boheman.

## Soorten
Het geslacht Hystrichopus omvat de volgende soorten:
- Hystrichopus aethiopicus Alluaud, 1922
- Hystrichopus agilis Peringuey, 1892
- Hystrichopus alticola Alluaud, 1908
- Hystrichopus altitudinis Peringuey, 1899
- Hystrichopus angolensis Basilewsky, 1942
- Hystrichopus angusticollis Boheman, 1848
- Hystrichopus arnoldi Basilewsky, 1954
- Hystrichopus atratus (Chaudoir, 1850)
- Hystrichopus badius (Wiedemann, 1821)
- Hystrichopus bambutensis Basilewsky, 1984
- Hystrichopus brincki Basilewsky, 1958
- Hystrichopus brittoni Basilewsky, 1954
- Hystrichopus brunneus Basilewsky, 1954
- Hystrichopus colasi Basilewsky, 1954
- Hystrichopus cordicollis Basilewsky, 1954
- Hystrichopus cribripennis Basilewsky, 1954
- Hystrichopus culminicola Basilewsky, 1954
- Hystrichopus drago Basilewsky, 1984
- Hystrichopus elegans Raffray, 1885
- Hystrichopus femoralis Boheman, 1848
- Hystrichopus freyi Basilewsky, 1954
- Hystrichopus gracilis Peringuey, 1896
- Hystrichopus hanangiensis Basilewsky, 1962
- Hystrichopus hecqi Basilewsky, 1954
- Hystrichopus hessei Basilewsky, 1954
- Hystrichopus jacoti Basilewsky, 1954
- Hystrichopus jocquei Basilewsky, 1984
- Hystrichopus kaboboanus Basilewsky, 1960
- Hystrichopus kahuzicus Basilewsky, 1954
- Hystrichopus kalaharicus Basilewsky, 1984
- Hystrichopus kilimanus Basilewsky, 1962
- Hystrichopus kochi Basilewsky, 1984
- Hystrichopus laticollis Basilewsky, 1954
- Hystrichopus laurenti Basilewsky, 1954
- Hystrichopus leleupi Basilewsky, 1954
- Hystrichopus leleupianus Basilewsky, 1961
- Hystrichopus lubukae Basilewsky, 1954
- Hystrichopus marakwetianus Basilewsky, 1948
- Hystrichopus marlieri Basilewsky, 1954
- Hystrichopus massaicus Basilewsky, 1948
- Hystrichopus mateui Basilewsky, 1984
- Hystrichopus meruensis Alluaud, 1908
- Hystrichopus mirei Basilewsky, 1984
- Hystrichopus mniszechi Peringuey, 1896
- Hystrichopus natalensis Basilewsky, 1984
- Hystrichopus nigerrimus Basilewsky, 1961
- Hystrichopus nimbanus Basilewsky, 1951
- Hystrichopus nyassicus Basilewsky, 1984
- Hystrichopus olbrechtsi Basilewsky, 1954
- Hystrichopus platyderus Basilewsky, 1954
- Hystrichopus plesius Basilewsky, 1948
- Hystrichopus praedator Peringuey, 1896
- Hystrichopus pusillus Basilewsky, 1954
- Hystrichopus recticollis Peringuey, 1896
- Hystrichopus ruandanus Basilewsky, 1954
- Hystrichopus rufipennis (Dejean, 1831)
- Hystrichopus rufipes (Dejean, 1828)
- Hystrichopus rufofemoralis Basilewsky, 1984
- Hystrichopus rugicollis Basilewsky, 1961
- Hystrichopus seynaevei Basilewsky, 1954
- Hystrichopus similis Peringuey, 1896
- Hystrichopus subtenuicollis Basilewsky, 1984
- Hystrichopus sulcatus (Dejean, 1828)
- Hystrichopus tenuicollis Peringuey, 1896
- Hystrichopus uluguruanus Basilewsky, 1962
- Hystrichopus upembanus Basilewsky, 1984
- Hystrichopus uyttenboogaarti Basilewsky, 1948
- Hystrichopus velox Peringuey, 1904
- Hystrichopus vigilans (Sturm, 1824)